# Газовая страна
«Газовая страна» или «Земля газа» (англ. GasLand) — документальный фильм режиссёра Джоша Фокса, вышедший на экраны в 2010 году.

## Сюжет
Режиссёр Джош Фокс узнаёт, что вблизи его родных мест в штате Пенсильвания планируется начать разработку природного газа методом гидравлического разрыва пласта («фрекинга»). В 2005 году упоминание этого метода было исключено из Закона о безопасной питьевой воде (Safe Drinking Water Act). Чтобы узнать об экологических последствиях, Фокс решает посетить места добычи газа в нескольких штатах. Он встречается с местными жителями, узнаёт об испытываемых ими проблемах, беседует с экологами. В результате вырисовывается безрадостная картина ухудшения качества воды, воздуха и здоровья людей в местах активного фрекинга.

## Критика
Одним из наиболее известных эпизодов фильма стала сцена, в которой Майк Маркхам (Mike Markham) поджигает воду, текущую из его крана в Колорадо. Согласно анализам, проведенным «Colorado Oil and Gas Conservation Commission» (COGCC) до выхода фильма по жалобам Маркхама и ещё двух жителей района, метан, поступавший в артезианскую скважину Маркхама был создан в ходе бактериальной ферментации органики на небольших глубинах, и не является термогенным (природным газом, добыча которого велась из сланцевой формации). Его скважина проходила через 4 угольных пласта (в которых встречается метан), а вода из неё не содержала химикатов, применявшихся при ГРП.
Некоторые журналисты прослеживали причастность российской компании «Газпром» к финансированию создания данного фильма и последующего его распространения.
В ответ на Газовую страну группа нефтяных и газовых компаний Independent Petroleum Association of America сняла фильм «Страна правды» (англ. Truthland, «Правдивая страна»), в котором разбирались обвинения, поднятые в Газовой стране.

## Награды и номинации
- 2010 — специальный приз жюри кинофестиваля «Санденс».
- 2011 — номинация на премию «Оскар» за лучший документальный фильм (Джош Фокс, Триш Адлесик).
- 2011 — премия «Эмми» за лучшую режиссуру нехудожественной программы (Джош Фокс)[8], а также 3 номинации:
  - наиболее качественная нехудожественная программа (Джош Фокс, Триш Адлесик, Молли Гандур),
  - лучшая операторская работа нехудожественной программы (Джош Фокс),
  - лучший сценарий нехудожественной программы (Джош Фокс).
- 2011 — номинация на премию Гильдии сценаристов США за лучший сценарий документального фильма (Джош Фокс).